# 小叶野漆
小叶野漆（学名：Toxicodendron succedaneum var. microphyllum）为漆树科漆属下的一个变种。

## 扩展阅读
- 維基物種上的相關：小叶野漆